# Домбрувка-Куявська
Домбрувка-Куявська (пол. Dąbrówka Kujawska, нім. Parkwiese) — село в Польщі, у гміні Злотники-Куявські Іновроцлавського повіту Куявсько-Поморського воєводства.
Населення — 186 осіб (2011).
У 1975-1998 роках село належало до Бидгощського воєводства.

## Демографія
Демографічна структура станом на 31 березня 2011 року:
|          | Загалом | Допрацездатний вік | Працездатний вік | Постпрацездатний вік |
| -------- | ------- | ------------------ | ---------------- | -------------------- |
| Чоловіки | 99      | 25                 | 67               | 7                    |
| Жінки    | 87      | 21                 | 54               | 12                   |
| Разом    | 186     | 46                 | 121              | 19                   |